# Chi Tuyết tùng
Chi Tuyết tùng hay chi Thông tuyết, còn gọi là Chi Hương bách (danh pháp khoa học: Cedrus) là một chi thực vật lá kim trong họ Thông, ngành Thông. Chúng có nguồn gốc từ phía Tây dãy núi Himalaya và khu vực Địa Trung Hải, thường sống ở độ cao 1.500-3.200 m ở dãy Himalaya và 1.000-2.200 m ở Địa Trung Hải.

## Mô tả

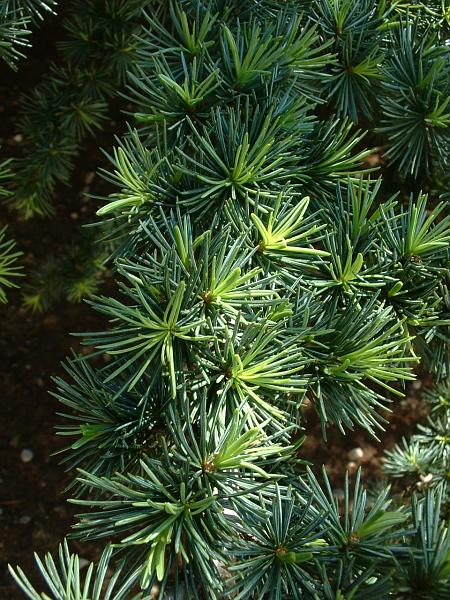
Tán lá của Tuyết tùng Bắc Phi.

Tuyết tùng là một cây cao đến khoảng 30–40 m (đôi khi 60 m) với mùi thơm hăng của nhựa gỗ, chỏm dày tạo hình chóp và vỏ cây có hình vuông rạn nứt, và các nhánh rộng, phẳng. Các chồi đa dạng, chồi dài tạo thành các trụ đỡ của các nhánh, và các chồi ngắn, hầu hết mang những chiếc lá. Lá xanh và có hình kim, dài 8–60 mm, được sắp xếp trong một dạng xoắn ốc mở (phyllotaxis) trên các cành dài, và trong các cụm xoắn ốc dày đặc 15-45 trên cành ngắn, chúng có màu sắc khác nhau từ màu xanh lục nhạt của cỏ đến màu lục đậm, lục lam đậm, tùy thuộc vào độ dày của lớp sáp trắng để bảo vệ lá không bị khô hạn. Quả có dạng hình thùng, dài 6–12 cm và rộng 3–8 cm, màu xanh lá cây hay màu xám nâu khi chín, và như chi Lãnh sam, bị tan rã ra khi chín để giải phóng các hạt giống nhỏ có cánh. Các hạt dài 10–15 mm, với một cánh 20–30 mm; như chi Lãnh sam, những hạt giống có 2-3 bọc nhựa thông, có chứa một loại nhựa có vị hăng khó chịu, được cho là bảo vệ chống lại các loài sóc ăn. Tế bào trưởng thành mất một năm, với sự thụ phấn vào mùa thu và những hạt giống trưởng thành cùng một thời điểm một năm sau đó. Tế bào phấn hoa có hình nón và mảnh mai hình trứng, dài 3–8 cm, được sản xuất vào cuối mùa hè và kết phấn hoa vào mùa thu 

## Phân loại

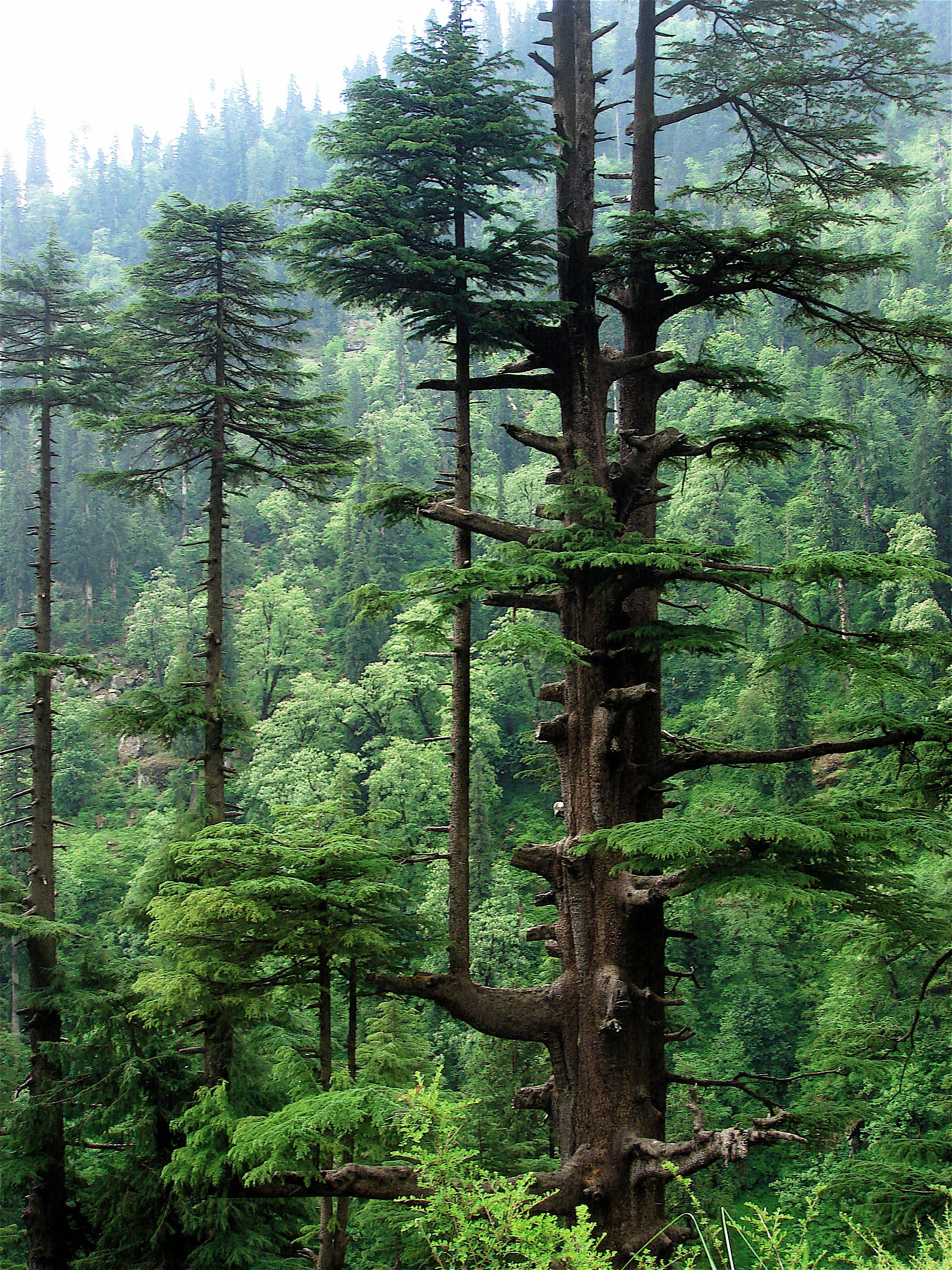
Tuyết tùng Himalaya.

Tuyết tùng có chung một cấu trúc hình nón rất giống với lãnh sam và theo truyền thống thường được coi là có liên quan chặt chẽ, nhưng bằng chứng phân tử hỗ trợ một vị trí cơ bản riêng trong việc phân loại.
Có năm phân nhánh của chi Tuyết tùng, tuỳ theo các quan điểm phân loại học mà có thể xếp vào từ một đến bốn loài khác nhau:
- Cedrus deodara (đồng nghĩa C. libani subsp. deodara), tên thông thường: Tuyết tùng Himalaya, tuyết tùng - 雪松 nghĩa là thông tuyết. Là loài bản địa ở tây Himalaya. Lá màu xanh lục sáng đến màu xanh lục nhạt phấn, 25–60 mm;
- Cedrus libani: Tuyết tùng Liban, còn gọi là hương bách hay hương bá (香柏). Quả vảy mịn, có hai (hoặc tối đa bốn) phân loài:
  - C. libani subsp. libani: Hương bách Liban, còn gọi là hương nam. Sống tại vùng núi của Liban, phía tây Syria và trung-nam Thổ Nhĩ Kỳ. Lá màu lục đậm đến lục lam phấn xám, 10–25 mm.
  - C. libani subsp. stenocoma: Hương bách Thổ Nhĩ Kỳ. Vùng núi phía tây nam Thổ Nhĩ Kỳ. Lá màu lục lam phấn xám, 8–25 mm.
- Cedrus brevifolia (đồng nghĩa C. libani subsp. brevifolia, C. libani var. brevifolia): Tuyết tùng Síp, Vùng núi Cộng hòa Síp. Lá màu lục lam phấn xám, 8–20 mm.
- Cedrus atlantica (đồng nghĩa C. libani subsp. atlantica): Tuyết tùng Atlas. Vùng núi các nước Bắc châu Phi như Maroc và Algérie. Lá màu xanh lục đậm đến màu lục lam phấn xám, 10–25 mm.

## Sinh thái học
Tuyết tùng thích nghi với khí hậu miền núi, ở Địa Trung Hải nơi chúng nhận được lượng mưa mùa đông, chủ yếu là qua tuyết, và hạn hán vào mùa hè, trong khi ở phía tây dãy Himalaya, chúng nhận được chủ yếu là lượng mưa và gió mùa trong mùa hè.
Tuyết tùng được sử dụng cây lương thực cho ấu trùng của một số loài bộ Cánh vẩy bao gồm các loài Bướm đêm.

## Công dụng
Tuyết tùng được dùng để trang trí phổ biến, và được dùng rộng rãi trong nghề làm vườn vùng khí hậu ôn đới, nơi nhiệt độ mùa đông không giảm xuống dưới -25 °C. Tuyết tùng Thổ Nhĩ Kỳ chịu nhiệt độ tốt, -30 °C hoặc thấp hơn. Vân gỗ Tuyết tùng rất đẹp được dùng làm các vật dụng trong gia đình.